# 不再探寻
《不再探尋》，是日本摇滚樂團ZARD的第3張單曲，1991年11月6日發行。

## 概要
- 繼前作《不可思議呀...》約五個月後的單曲。這次樂團名字已經換成了ZARD。
- 表題曲是賀來千香子（日语：賀来千香子）主演的電視劇《七人女律師》第2季主題曲。

## 收錄曲
1. 不再探尋（もう探さない）
作詞：坂井泉水
作曲：織田哲郎
編曲：明石昌夫
2. 即使我这么爱你（こんなに愛しても）
作詞：坂井泉水
作曲：栗林誠一郎
編曲：明石昌夫
3. 不再探尋 (Original karaoke)
作曲：織田哲郎
編曲：明石昌夫
4. 即使我这么爱你 (Original karaoke)
作曲：栗林誠一郎
編曲：明石昌夫

## 参加者
ZARD
- 坂井泉水：Vocal
- 町田文人：Guitar
- 星弘泰：Bass
- 道倉康介：Drums
- 池澤公隆：Keyboards

## 被收錄的專輯
- 不再探尋 (#1)
- HOLD ME (#2 專輯版本)
- ZARD BLEND〜SUN & STONE〜 (#2 重新編曲版本)
- Brezza di mare 〜dedicated to IZUMI SAKAI〜 (#1)
- ZARD Request Best 〜beautiful memory〜 (#2)
- ZARD SINGLE COLLECTION 〜20th Anniversary〜 (#1,2)
- ZARD Forever Best 〜25th Anniversary〜 (#2)